# Ana Alicia
Ana Alicia (Ciudad de México, 12 de diciembre de 1956) es una actriz mexicana.

## Biografía
Hija de padres acapulqueños y nacida en la Ciudad de México, sus progenitores se dedicaban a los negocios hoteleros en Acapulco, Guerrero. Su familia se instaló en El Paso, Texas, Estados Unidos cuando ella era todavía una niña. Tras graduarse en la escuela secundaria en 1973, obtuvo una beca para el Wellesley College, que terminaría abandonando, para finalmente obtener el título de interpretación de la Universidad de Texas en El Paso en 1977. 
Ese año se traslada a Los Ángeles, y es seleccionada para el papel de Alicia Nieves en la telenovela Ryan's Hope.
Tras interpretar papeles episódicos en diferentes series, incluida Battlestar Galactica, en 1982 se hizo con el papel de Melissa Agretti Cumson Gioberti una joven malcriada, egoísta y ambiciosa en la popular serie Falcon Crest. En realidad, el personaje de Melissa ya había aparecido anteriormente interpretado por Dolores Cantu pero cuando los productores decidieron reformar la serie debido a sus iniciales bajos índices de audiencia y tomaron la decisión de potenciar el personaje de Melissa, también decidieron cambiar de actriz para que lo interpretara. Su personaje de villana le granjeó las simpatías del público y pronto se convirtió en una de las piezas clave del éxito de la serie (ocupando en los créditos de las temporadas dos y tres un lugar destacado antes de Susan Sullivan y, a partir de la cuarta, colocando su nombre por delante de muchos actores que llevaban en la serie desde antes de su llegada), especialmente gracias a su relación de amor-odio con el heredero Lance Cumsom (interpretado por Lorenzo Lamas). Ana Alicia permaneció en la serie interpretando a Melissa desde los últimos episodios de la primera temporada que se lo 'arrebato' a Dolores Cantu hasta 1988 con la muerte del personaje, alcanzando popularidad a nivel mundial. Regreso a la serie en 1989, en los capítulos finales de la octava temporada, pero esta vez en el papel de Samantha Ross, una mujer con un asombroso parecido físico con la fallecida Melissa Agretti.
En 1989 intervino en la película Romero, junto a Raúl Juliá, su única experiencia en la gran pantalla, aparte de un pequeño papel en Halloween II (1981) interpretando a la enfermera Janet. En un principio, en Halloween II (re-titulada extrañamente en su estreno en cines en España Sanguinario en una incomprensible decisión de doblaje, aunque desde finales de los '80 este título inicial paso a formar parte del subtítulo recuperando para sus pases en televisión y D.V.D. su título de Halloween II) papel iba a ser mucho más importante (sin llegar a ser protagónico) de lo que en el montaje final fue. La mayoría de sus escenas fueron suprimidas en el montaje final, aunque esas escenas eliminadas fueron conservadas y actualmente están disponibles en una excelente calidad remasterizada tanto en los extras de la película en D.V.D. como a través de Internet. El personaje de Janet y sus diálogos en un principio iban a representar los temores del público, pues la enfermera constantemente estaba temerosa de los fallos del generador (escena también suprimida y por la cual se explicaría porque el hospital esta a oscuras la segunda mitad de la película) y era quien explicaba a los demás sanitarios sobre los extraños sucesos que estaban sucediendo en el edificio y avisaba o prevenia de lo ocurrido horas antes en la primera película.
Tras participar en distintas series como artista invitada, se retiró de la interpretación en 1996.

## Filmografía completa

### Cine
| Ano  | Título                                               | Papel          | Notas |
| ---- | ---------------------------------------------------- | -------------- | ----- |
| 1981 | Halloween II                                         | Janet          |       |
| 1985 | The Joy of Natural Childbirth                        | Herself        |       |
| 1989 | Romero                                               | Arista Zelada  |       |
| 1994 | To Die, to Sleep                                     | Kathy's Mother |       |
| 2012 | The Nightmare Isn't Over: The Making of Halloween II | Herself        |       |

### Televisión
| Ano       | Película                                                    | Papel                                           | Notas |
| --------- | ----------------------------------------------------------- | ----------------------------------------------- | --- |
| 1977-1978 | Ryan's Hope (series TV)                                     | Alicia Nieves                                   | 102 Episodios |
| 1978      | The Next Step Beyond (series TV)                            | Angela Mendoza                                  | Episodio "Portrait of the Mind" (1.9)                                                                                    |
| 1979      | The Hardy Boys/Nancy Drew Mysteries (series TV)             | Suzanne Clifford                                | Episodio "Life on the Line" (3.10)                                                                                       |
| 1979      | Battlestar Galactica (series TV)                            | Aurora                                          | Episodio "Take the Celestra" (1.20)                                                                                      |
| 1979      | The Sacketts (TV)                                           | Drusilla                                        | |
| 1979      | Buck Rogers in the 25th Century (series TV)                 | Falina Redding                                  | Episodio "Vegas in Space" (1.3)                                                                                          |
| 1979      | The Misadventures of Sheriff Lobo (series TV)               | Millie Rogers                                   | Episodio "The Boom Boom Lady" (1.9)                                                                                      |
| 1980      | Galactica 1980 (series TV)                                  | Gloria Alonzo                                   | Episodio "Space Croppers" (1.9)                                                                                          |
| 1980      | Quincy M.E. (series TV)                                     | Nurse Nancy Berger                              | Episodio "No Way to Treat a Patient" (5.22)                                                                              |
| 1980      | Roughnecks (TV)                                             | Yolanda Suárez                                  | |
| 1980      | Condominium (TV)                                            | Thelma Messenkott                               | |
| 1981      | B.J. and the Bear (series TV)                               | Dolores                                         | Episodio "Seven Lady Captives" (3.11)                                                                                    |
| 1981      | Coward of the County (TV)                                   | Violet                                          | |
| 1981      | The Ordeal of Bill Carney (TV)                              | Lisa Saldonna                                   | |
| 1982      | McClain's Law (series TV)                                   |                                                 | Episodio "A Matter of Honor" (1.8)                                                                                       |
| 1982      | Tattletales (series TV)                                     | Herself                                         | 5 Episodios |
| 1983      | Happy Endings (TV)                                          | Veronica                                        | |
| 1984      | Hollywood '84 (Mini-Series TV)                              | Herself                                         | Episodio (1.2) |
| 1984      | The Love Boat (series TV)                                   | Samantha Gregory                                | Episodio "My Mother, My Chaperone/Present, The/Death and Life of Sir Alfred Demerest, The/Welcome Aboard: Part 1" (8.11) |
| 1984      | The Love Boat (series TV)                                   | Samantha Gregory                                | Episodio "My Mother, My Chaperone/Present, The/Death and Life of Sir Alfred Demerest, The/Welcome Aboard: Part 2" (8.12) |
| 1985      | Hotel (series TV)                                           | Mary Ellen Carson                               | Episodio "Bystanders" (2.17)                                                                                             |
| 1986      | The CBS Easter Parade (Especiales TV)                       | Herself - Host                                  | |
| 1987      | Sex Symbols: Past, Present and Future (TV)                  | Herself                                         | |
| 1988      | Moonlighting (series TV)                                    | Mary Erin-Gates                                 | Episodio "And the Flesh Was Made Word" (4.14) (como Ana-Alicia)                                                          |
| 1982-1988 | Falcon Crest (series TV)                                    | Melissa Agretti Cumson Gioberti / Samantha Ross | 173 Episodios |
| 1983      | Battle of the Network Stars XV (TV)                         | Herself - CBS Team                              | |
| 1989      | Falcon Crest (series TV)                                    | Samantha Ross                                   | 5 Episodios |
| 1990      | Miracle Landing (TV)                                        | Michelle Honda                                  | (como Ana-Alicia) |
| 1991      | Life Goes On (series TV)                                    | Shanna Grey                                     | Episodio "Lighter Than Air" (2.21)                                                                                       |
| 1993      | Rio Shannon (TV)                                            | Dolores Santillan                               | |
| 1994      | Murder, She Wrote (series TV)                               | Sgt. Hilda Dupont                               | Episodio "Northern Explosion" (10.11)                                                                                    |
| 1994      | Acapulco H.E.A.T. (series TV)                               | Linda Davidson                                  | Episodio "Code Name: Easy Riders" (1.12)                                                                                 |
| 1994      | Renegade (series TV)                                        | Dr. Grace Prescott                              | Episodio "Sheriff Reno" (2.19) (como Ana-Alicia)                                                                         |
| 1996      | Renegade (series TV)                                        | Angela Baptista                                 | Episodio " Hard Evidence" (4.19) (como Ana-Alicia)                                                                       |
| 1997      | Happily Ever After: Fairy Tales for Every Child (series TV) | Duchess of Earl / Businessman's Daughter        | Episodio "The Pied Piper" (5.2) (Voz)                                                                                    |
| 2004      | E! True Hollywood Story (series TV)                         | Herself                                         | Episodio "Scream Queens"                                                                                                 |

## Discografía

### Música
| Ano  | Television               | canción                        | Notas                           |
| ---- | ------------------------ | ------------------------------ | ------------------------------- |
| 1985 | Falcon Crest (series TV) | "Mairzy Doates"                | Episodio "Cold Comfort" (4.23)  |
| 1987 | Falcon Crest (series TV) | "Goody Goody"                  | Episodio "Cold Hands" (6.23)    |
| 1987 | Falcon Crest (series TV) | "Body and Soul"                | Episodio "Body and Soul" (6.24) |
| 1987 | Falcon Crest (series TV) | "Body and Soul", "Goody Goody" | Episodio "Loose Cannons" (6.25) |